# Cultura Grota-Pelos

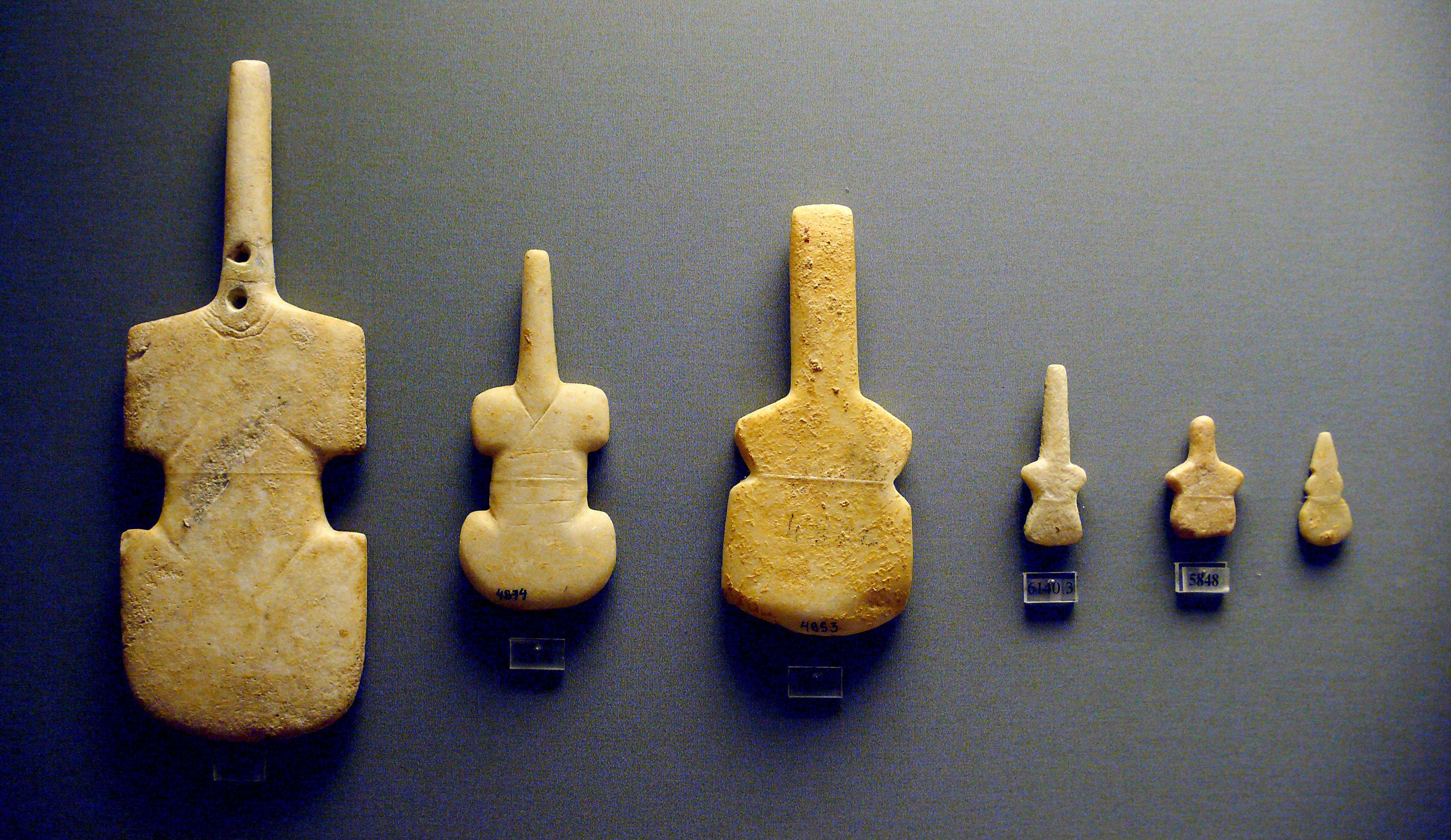
Figurinhas da Cultura Grota-Pelos, Museu Arqueológico Nacional, Atenas

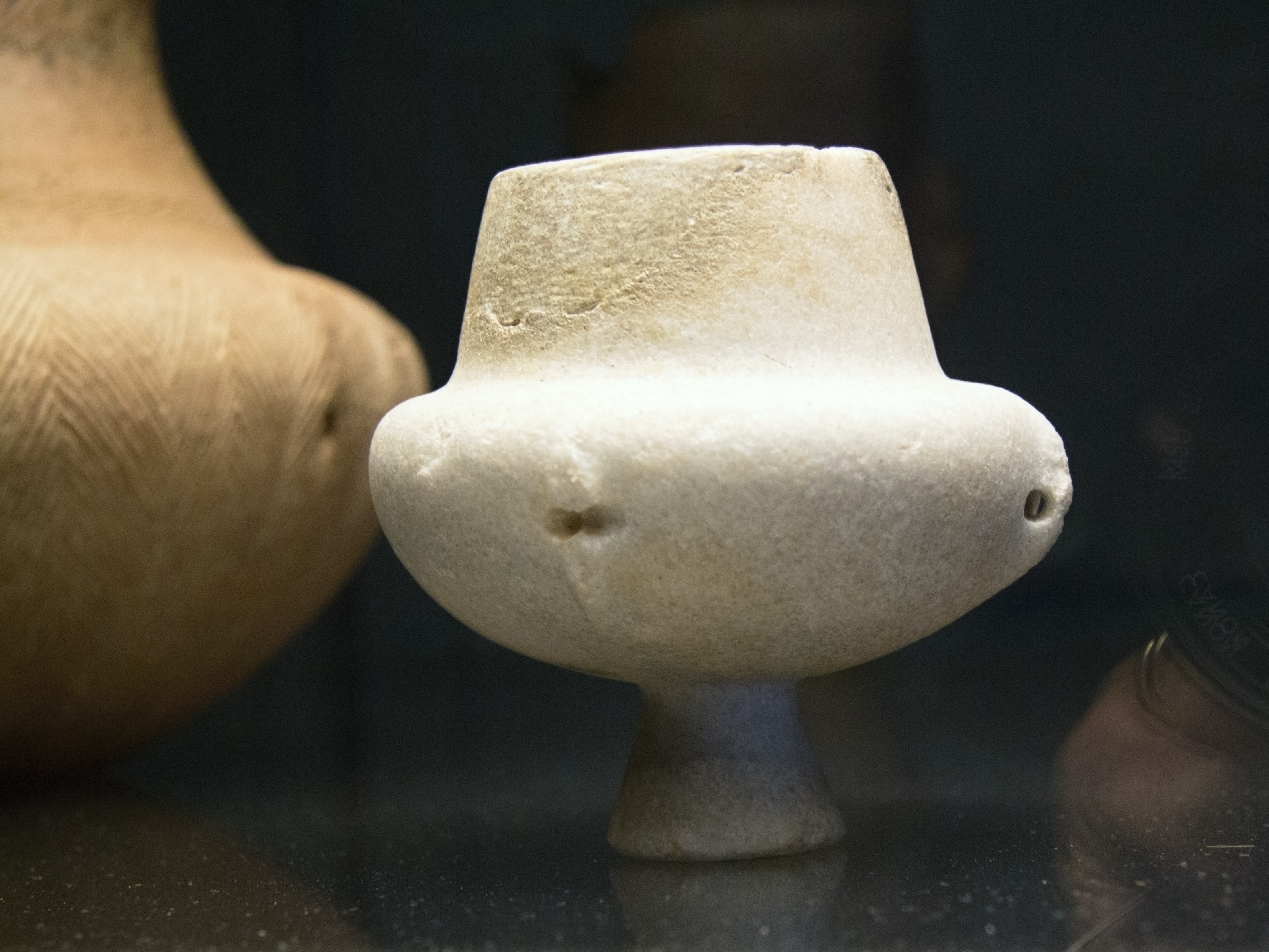
Candila encontrada em Antiparos, Museu Britânico, Londres

Cultura Grota-Pelos ou Grotta-Pelos (3100/3000–2 650 a.C.), também referida como Cicládico Antigo I, foi a primeira cultura atestada nas Cíclades durante a Civilização Cicládica. Nomeada após a descoberta do assentamento de Grota em Naxos e do cemitério de Pelos em Melos, esta cultura também foi identificada nos sítios de Filácopi em Melos, Pirgos e Plastiras em Paros, Crassades em Antiparos, Zumbaria em Despotico, Crassades, Louros e Lacudes em Naxos, Acrotiraci em Sífnos e Marciani em Amorgos. Os assentamentos eram pequenos povoados agrícolas não fortificados compostos por edifícios retangulares com uma ou duas salas com paredes de pedra ou argila.
Os cemitérios são compostos por agrupamentos de até 50 cistas. De plano trapezoidal, as cistas foram construídas com quatro, e às vezes três, lajes verticais e um pequeno trecho de entulho seco. Suas fundações geralmente são de rocha matriz ou solo estéril, embora por vezes é encontrado exemplos cobertos por uma ou mais lajes, ou seixos. Estas tumbas provavelmente contêm indivíduos aparentados, e em muitos casos membros dum mesmo núcleo familiar num período de duas para seis gerações. As inumações individuais foram comuns, porém é frequente a presença de inumações múltiplas, de dois a oito indivíduos, em tumbas de dois níveis. Os defuntos eram depositados em posição contraída, geralmente virados para a direita, e sem bens funerários. Nos túmulos de dois níveis, o nível inferior serviu para depositar os antigos ocupantes.
Durante este período nota-se um incremento significativo da população cicládica, em contraste com os esparsos povoamentos do neolítico, e descobre-se pelas escavações que as ilhas mantiveram intensos contatos com o sítio de Iasos, na Anatólia, bem como contatos esparsos e esporádicos com os sítios do norte de Creta e a Grécia Central. O cultivo de uvas e olivas provavelmente emergiu nesta época e nota-se o desenvolvimento de produtos metálicos, embora atualmente somente se conheça alguns fios de cobre, quatro furadores quadrangulares e um colar de contas de prata, todos encontrados no cemitério de Louros.

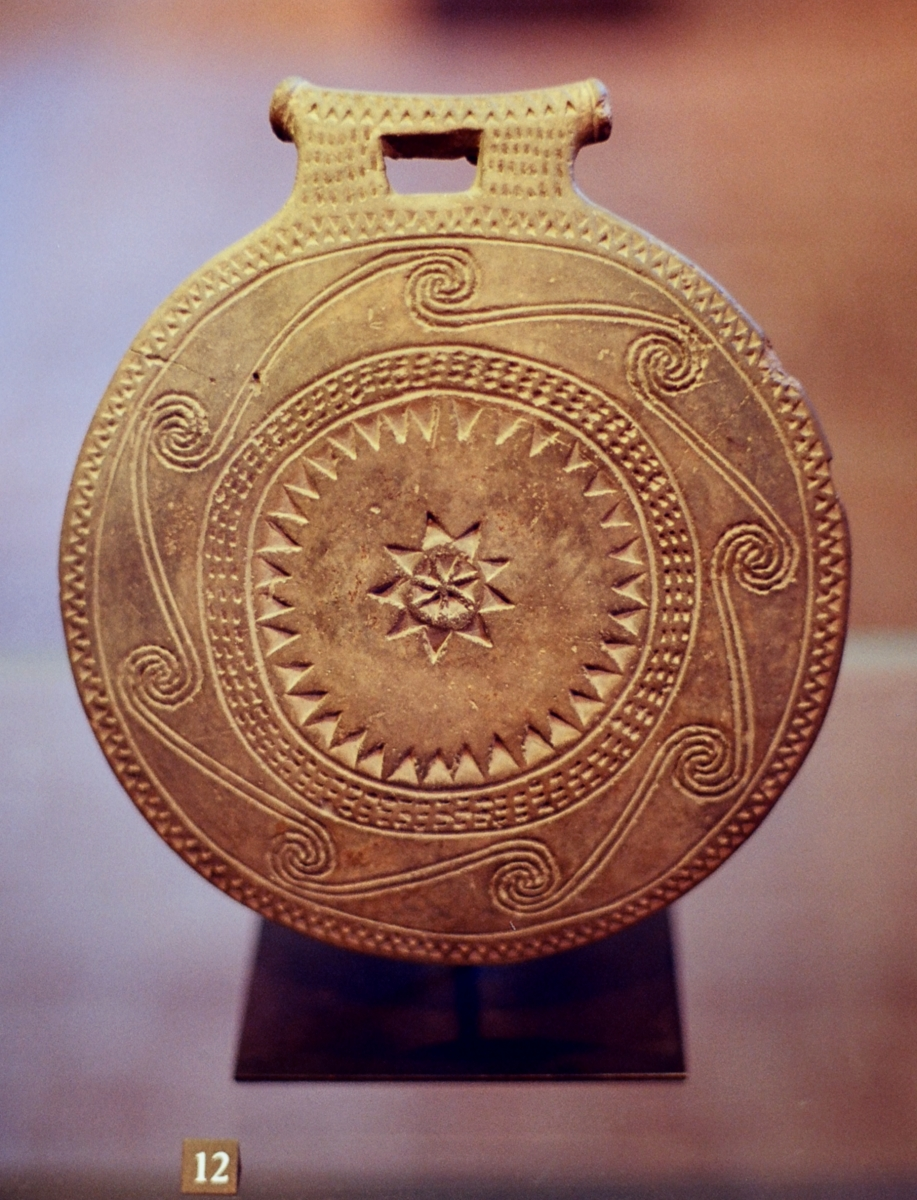
Frigideira em estilo Campos, Louvre, Paris

A principal matéria-prima do período foi a obsidiana, uma pedra vulcânica presente somente em Melos. À época o produto mais comumente comercializado, com ela fabricava-se essencialmente lâminas. Produzia-se uma cerâmica de paredes finas e polimento escuro. Dentre as formas típicas há tigelas com rebordos arredondados e orelhas tubulares horizontalmente perfuradas no exterior abaixo do rebordo, píxides cilíndricos e frigideiras retangulares do "tipo Campos": bordas retas decoradas com uma ou mais espirais de enquadramento incisas; alça retangular com barras cruzadas; campo circular decorado com espirais incisas em torno de uma estrela central.
Trabalho com mármore também é evidenciado, e restringe-se a vasos e figurinhas. Os tipos de mais de vasos de mármore são tigelas hemisféricas e/ou rasas com alças, taças altas e de base plana e candilas (jarros, presumivelmente votivos, de pé e pescoço cônico e forma de ouriço-do-mar). As estatuetas, mais variadas, são dividas em três grupos: Plastiras (naturalista) - rótulas e orelhas proeminentes, mãos sobre o estômago e braços não dobrados; Pelos (esquemático) - seixos ovoides ou elípticos, forma de violino, haste como pescoço e sem cabeça reconhecível; Louros (esquemático e naturalista) - braços curtos estendidos horizontalmente sobre o ombro.